# Obenheim
Obenheim ist eine französische Gemeinde mit 1358 Einwohnern (Stand 1. Januar 2021) im Kanton Erstein im Département Bas-Rhin in der Region Grand Est (bis 2015 Elsass).

## Geografie
Der Ort liegt am Rhein-Rhône-Kanal und wird von der Departementsstraße D 468 durchquert, die parallel zum Rhein verläuft. Die Gemeinde befindet sich etwa auf der Höhe der rechtsrheinischen Kleinstadt Lahr im Schwarzwald. Sieben Kilometer südöstlich von Obenheim, in Rhinau, verkehrt eine Autofähre über den Rhein nach der deutschen Gemeinde Kappel-Grafenhausen. Die elsässische Metropole Straßburg ist gut 30 Kilometer nördlich gelegen.

## Geschichte
Von 1871 bis zum Ende des Ersten Weltkrieges gehörte Obenheim als Teil des Reichslandes Elsaß-Lothringen zum Deutschen Reich und war dem Kreis Erstein im Bezirk Unterelsaß zugeordnet.

### Bevölkerungsentwicklung
| 1910 | 1962 | 1968 | 1975 | 1982 | 1990 | 1999 | 2006 | 2017 |
| ---- | ---- | ---- | ---- | ---- | ---- | ---- | ---- | ---- |
| 892  | 901  | 1042 | 1127 | 1130 | 1078 | 1214 | 1352 | 1359 |

## Sehenswürdigkeiten
Der Dorfkern ist reich an traditionellen Fachwerkhäusern.

## Kirchen
Neben der katholischen Kirche findet man auch eine protestantische Kirche in Obenheim.

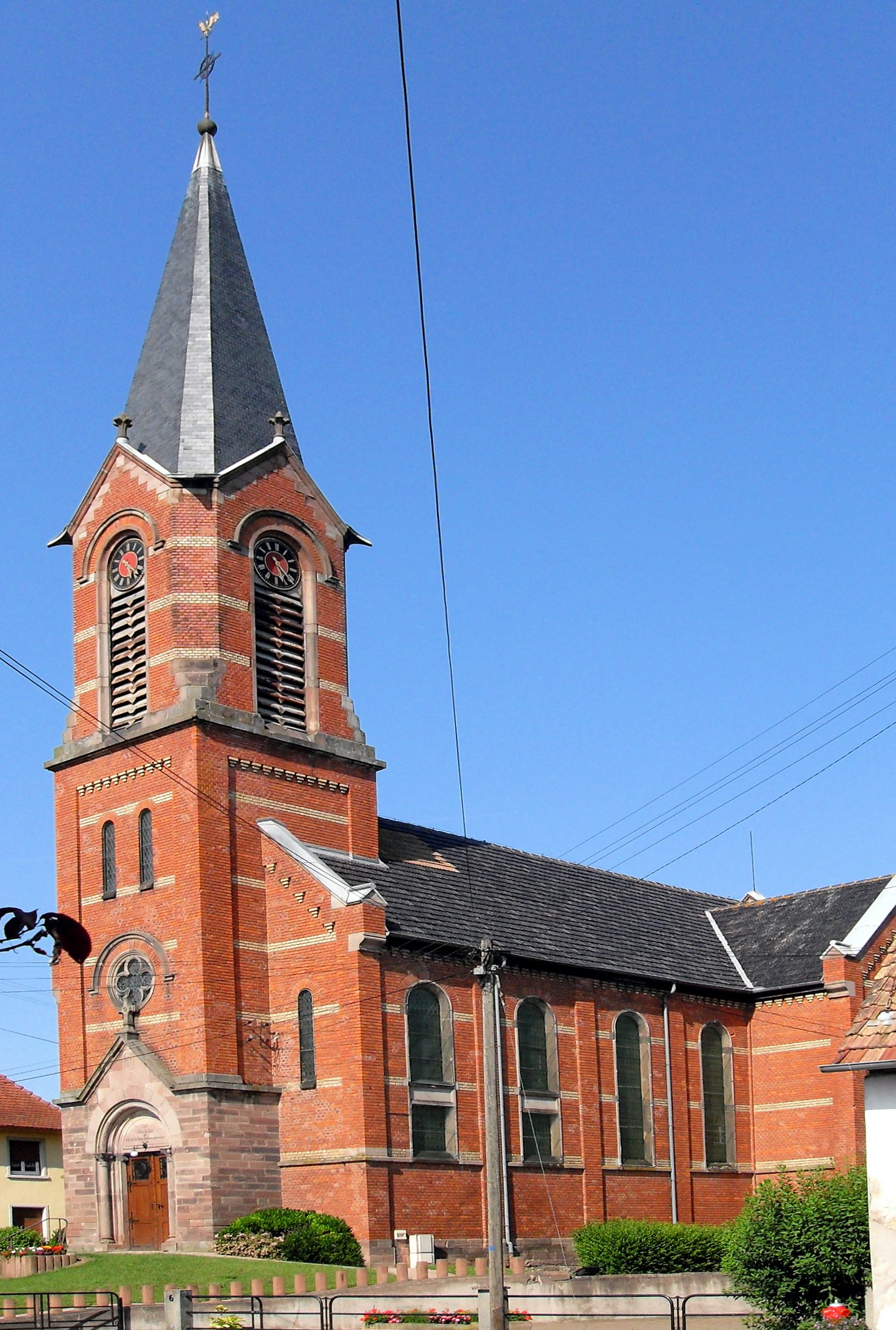
Protestantische Kirche Obenheim

## Söhne und Töchter der Gemeinde
- Frédéric-Henri Walther (1761–1813), General der Kavallerie